# Freddy Adu
Fredua Koranteng Adu (Tema, 1989. június 2. –) ghánai születésű amerikai válogatott labdarúgó. Minden idők legfiatalabbjaként, 14 esztendősen kapott profi szerződést az Egyesült Államokban, majd ő lett a legfiatalabb játékos, aki MLS-meccsen pályára lépett. 16 évesen bemutatkozott az amerikai válogatottban, amelyben 17-szer lépett pályára.

## Pályafutása

### Klubcsapatban
2004-ben a D.C. United szerződtette, mindössze 14 évesen és az MLS legjobban fizetett játékosa lett, 1 millió dolláros szerződést kötött vele a Nike, április 3-án mutatkozott be a San Jose Earthquakes ellen. A legfiatalabb debütáló játékos lett mind a klub és a bajnokság történelmében. Két héttel később a MetroStars csapata ellen első gólját is megszerezte, ezzel az MLS legfiatalabb gólszerzője lett. 2006 novemberében próbajátékon vett részt a Manchester Unitednél, de nem kapott munkavállalási engedélyt, és miután egyre többet mellőzték, elhagyta Washingtont. December 11-én a Real Salt Lake-hez igazolt, majd a portugál Benficához, de csak 11 bajnokin kapott lehetőséget, közben többször is kölcsönbe került. Volt a Monacóban, a portugál Belenensesben, a török Rizesporban és a görög Áriszban is.
2011 augusztusában visszatért amerikába és a Philadelphia Union játékosa lett. 2013. április 5-én aláírt a brazil EC Bahia csapatához, de novemberben távozott. Következő csapatai a szerb FK Jagodina volt, majd finn Kuopion PS. 2015. július 14-én a Tampa Bay Rowdies igazolt labdarúgója lett. 2016-ban szerződést bontott a csapattal. 2018 februárjában írt alá az észak-amerikai bajnokság harmadosztályába, a Las Vegas Lightshoz.

### A válogatottban
Az amerikai ifjúsági válogatott tagjaként részt vett a 2003-as és a 2005-ös ifjúsági labdarúgó-világbajnokságon, valamint 2007-es U20-as labdarúgó-világbajnokságon. A 2008-as Olimpián is tagja volt a válogatottnak.
2006. január 22-én mutatkozott be a felnőtt válogatottban a kanadai válogatott ellen. Ezzel a legfiatalabb debütáló lett a válogatott történelmében is. A 2009-es és a 2011-es CONCACAF-aranykupán is részt vett, mindkét tornán ezüstérmesek lettek. A 2009-es konföderációs kupán is ezüstérmesként távozott.

## Sikerei, díjai
- D.C. United
  - MLS-bajnok: 2004